# バトゥチェペル駅
バトゥチェペル駅（インドネシア語: Stasiun Batuceper）は、インドネシアのバンテン州タンゲラン市シポンドー区にある、KRLコミューターラインとスカルノ・ハッタ空港鉄道の駅。線路としてはインドネシア鉄道会社のタンゲラン-ドゥリ線とバトゥ・チェペル-SHIA線上の駅であるが、路線系統として通勤電車であるKRLコミューターラインのタンゲラン線と空港連絡鉄道のスカルノ・ハッタ空港鉄道が乗り入れる。

## 歴史
駅自体の開業年月日は不明。1997年に電化され、2017年にはスカルノ・ハッタ空港鉄道の乗り入れが開始した。

## 駅構造

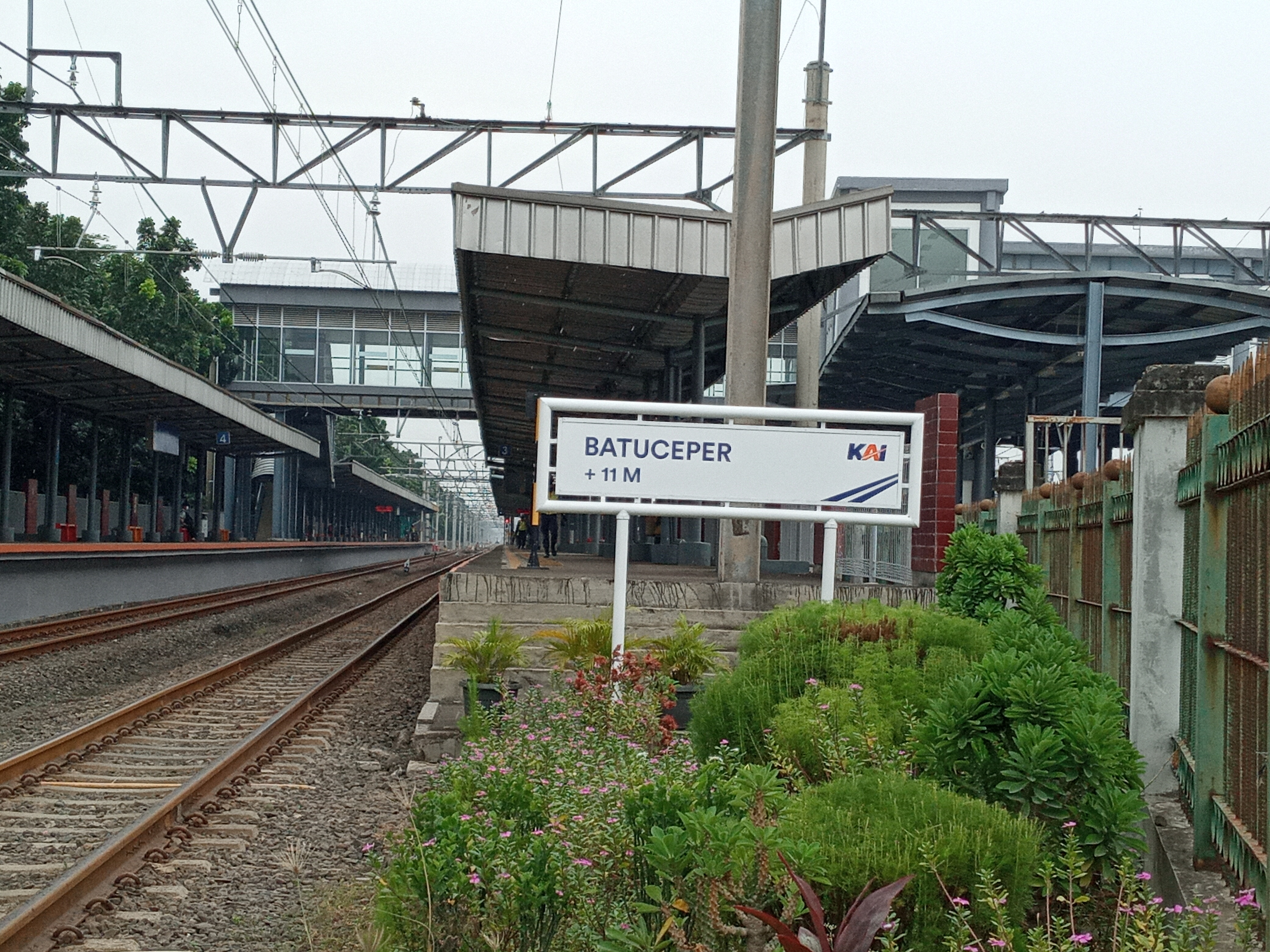
プラットホーム

タンゲラン線・空港鉄道がそれぞれ相対式ホーム2面2線を有する、合計4面4線の地上駅。空港鉄道ホームの東側は上下線の間隔が開いている。
駅北側に駅舎があり、1番線のみ地上に改札口があるため上り降りの必要が無い。それ以外のホームへの改札口は跨線橋上にある。

### のりば
| 番線 | 路線                     | 行先                                 |
| ---- | ------------------------ | ------------------------------------ |
| 1    | スカルノ・ハッタ空港鉄道 | SHIA（スカルノ・ハッタ国際空港）方面 |
| 2    | スカルノ・ハッタ空港鉄道 | BNIシティ・マンガライ方面            |
| 3    | タンゲラン線             | タンゲラン方面                       |
| 4    | タンゲラン線             | ドゥリ方面                           |

## 駅周辺
- ターミナル・ポリス・プラワド（Terminal Poris Plawad） - バスターミナル

## 隣の駅
KRLコミューターライン
 タンゲラン線
ポリス駅 - バトゥチェペル駅 - タナ・ティンギ駅
レイリンク
 スカルノ・ハッタ空港鉄道
ドゥリ駅 - バトゥチェペル駅 - SHIA駅